# Долга Вас (Лендава)
Долга Вас (словен. Dolga vas) — поселення в общині Лендава, Помурський регіон, Словенія. Висота над рівнем моря: 178,2 м.